# 塞巴斯蒂昂·萨尔加多

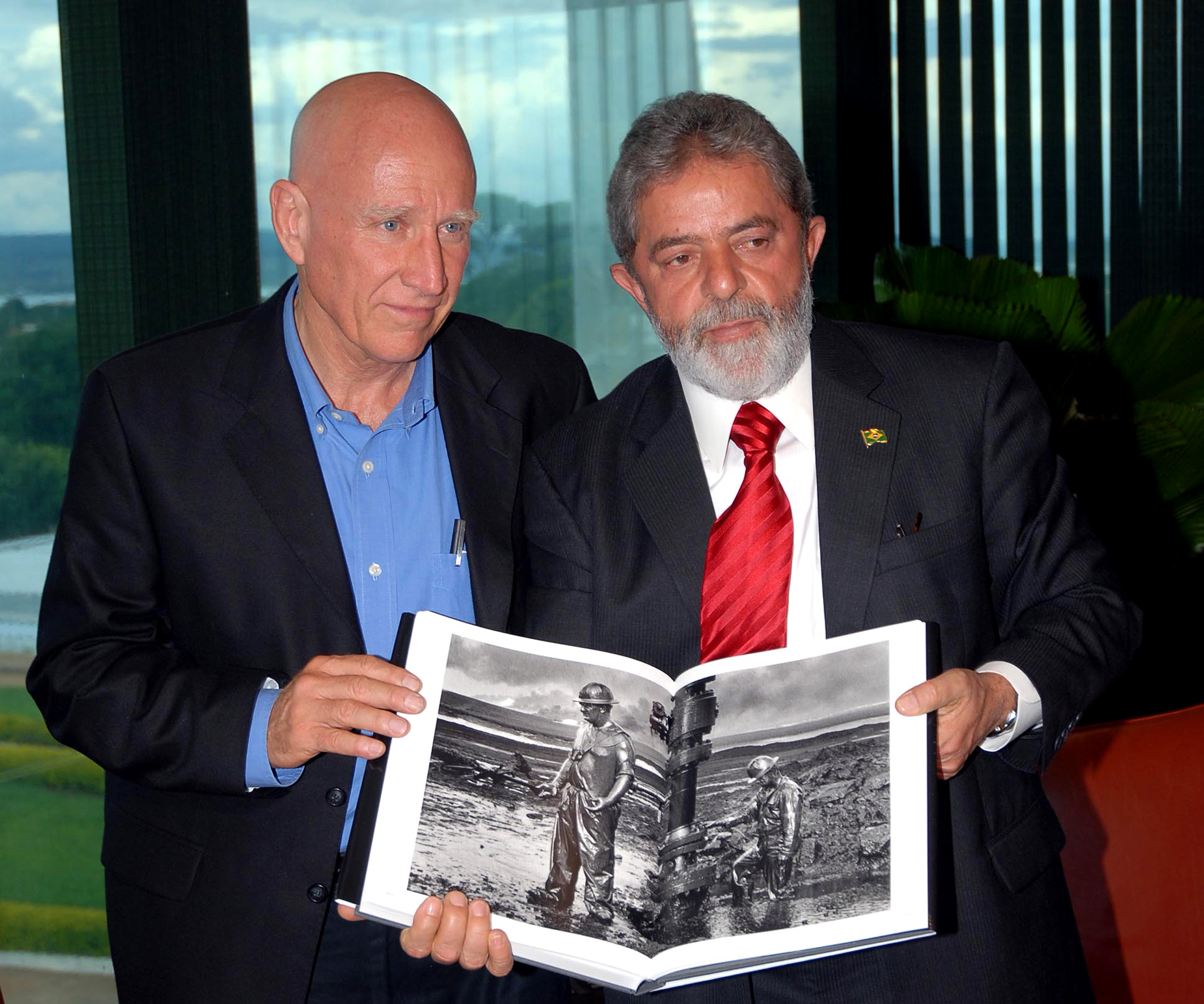
2006年10月31日，塞巴斯蒂昂·萨尔加多（左）將他的新書贈送給前巴西總統卢拉·达席尔瓦。

塞巴斯蒂昂·萨尔加多（葡萄牙語：Sebastião Salgado；1944年2月8日—2025年5月23日）是巴西的社會紀實攝影攝影師及攝影記者。薩爾加多曾旅行超過一百個國家來執行他的攝影專題。大多數的攝影作品被刊登在無數的雜誌和書籍，並在世界各地舉行過攝影展。Longtime gallery總監Hal Gould指出薩爾加多是21世紀最重要的攝影師。
薩爾加多也是聯合國兒童基金會的親善大使。他在1992年獲得美國文理科學院的外國榮譽院士，並在1993年獲頒英國皇家攝影學會的百年獎章和榮譽院士。

## 生平
萨尔加多生於1944年的巴西米纳斯吉拉斯艾莫雷斯。2014年，以薩爾加多和他的攝影作品為主題的電影《地球之盐》上映，獲得坎城影展特別獎。導演為文·溫德斯和薩爾加多的兒子Juliano Ribeiro Salgado。
2025年5月23日，薩爾加多因白血病在巴黎病逝，享壽81歲。

## 得獎獎項
- 1982: W. Eugene Smith Memorial Fund.[來源請求]
- 1985: Oskar Barnack Award.[4]
- 1989: Hasselblad Award, Hasselblad Foundation, Gothenburg, Sweden.[5]
- 1992: Oskar Barnack Award.[6]
- 1992: Foreign Honorary Member of the American Academy of Arts and Sciences.
- 1993: Centenary Medal from the Royal Photographic Society.
- 1993: Honorary Fellowship (HonFRPS) from the Royal Photographic Society.
- 1994: Grand Prix National French Ministry of Culture.[來源請求]
- 1998: Prince of Asturias Awards, Arts category.[來源請求]
- 1998: King of Spain Journalism.[來源請求]
- 2003: International Award from the Photographic Society of Japan.[7]
- 2007: M2-El Mundo People’s Choice Award for best exhibition, PhotoEspaña, for Africa.[來源請求]

## 著作
註：以下為英語版的出版年份。
- An Uncertain Grace （1992年）
- Workers: An Archaeology of the Industrial Age （1993年），包含26個國家的攝影。
- Terra （1997年）
- 《移民》（Migrations) （2000年），包含39個國家的攝影。
- The Children: Refugees and Migrants （2000年）
- Sahel: The End of the Road （2004年）
- 《非洲》（Africa） （2007年）

## 延伸閱讀
- Sage, Adam. . The Times. September 5, 2007  [2007-09-08]. （原始内容存档于2011-05-17）.

## 外部連結
- Amazonas Images （页面存档备份，存于） Photo agency formed by Salgado and his wife Lélia Wanick.
- Biography at The Guardian （页面存档备份，存于）
- "Back to Nature, in Pictures and Action,"  New York Times, May 31, 2009 （页面存档备份，存于）